# Jair Marinho de Oliveira
Jair Marinho de Oliveira, známý jako Jair Marinho (17. července 1936, Santo Antônio de Pádua – 7. března 2020) byl brazilský fotbalový obránce. Mistr světa z roku 1962 v Chile (na závěrečném turnaji nenastoupil). Za brazilskou fotbalovou reprezentaci odehrál 4 zápasy. V letech 1956–1963 hrál ve Fluminense, poté v klubech Associação Portuguesa de Desportos, SC Corinthians Paulista, CR Vasco da Gama, Alianza Lima (Peru) a Campo Grande EC.